# TFH Publications
TFH Publications és una editorial nord-americana de llibres amb seu a Nova Jersey. Està especialitzada en llibres de mascotes. El 1997, el propietari, Herbert R. Axelrod, va vendre's la companyia a Central Garden Pet Company de Califòrnia per 70 milions de dòlars.
Entre les seves publicacions hi ha la revista Tropical Fish Hobbyist.